# Kanton Saint-Herblain-2
Saint-Herblain-2 is een kanton van het Franse departement Loire-Atlantique. Het kanton maakt deel uit van het arrondissement  Nantes.
In 2020 telde het 50.855 inwoners.

Het kanton werd gevormd ingevolge het decreet van 25 februari 2014 , met uitwerking op 22 maart 2015, met Saint-Herblain als hoofdplaats.

## Gemeenten
Het kanton omvat de volgende gemeenten:
- Saint-Herblain  (oostelijk deel)
- Orvault